# Anthrobia monmouthia
Anthrobia monmouthia is een spinnensoort in de taxonomische indeling van de hangmatspinnen (Linyphiidae).
Het dier behoort tot het geslacht Anthrobia. De wetenschappelijke naam van de soort werd voor het eerst geldig gepubliceerd in 1844 door Theodor Tellkampf. Tellkampf ontdekte ze in de mammoetgrot in Kentucky.